# Kazys Šimonis
Kazys Simonis (25 d'agost de 1887 - 5 de juliol de 1978) fou un conegut pintor lituà.

## Biografia
K. Simonis va néixer el 25 d'agost de 1887 a Starkonys, prop de Kupiškis, al nord de Lituània. Va estudiar òrgan, també estava interessat en història i l'etnografia. Entre 1909 i 1911, va anar a treballar amb el seu germà als Estats Units. El 1911 va tornar a Lituània, i va ser cridat al servei militar per la Rússia tsarista.
En aquesta època pintava sovint. Va perferccionar la seva tècnica amb Tadas Daugirdas (1908-1910), i servint en l'Exèrcit rus a Kíev va entrar en contacte amb un pintor local (1911-1917). Més endavant, a Sant Petersburg, aniria a classes nocturnes de dibuix (1917-1918).
El 1919 es va establir a Kaunas, on va participar activament en la vida cultural de les associacions d'artistes lituans. Entre 1919 i 1924, va ser professor de dibuix a l'escola secundària de Kaunas, fent també cursos de formació del professorat. El 1923, va marxar a estudiar art a Berlín.
El 1926 va rebre una beca de 2 anys per estudiar a París, del Ministeri d'Educació lituà. Entre 1934-1945, va treballar a l'Escola d'Art de Kaunas, com a gestor de biblioteques. Entre 1951 i 1959, treballà a la Universitat Tecnològica de Kaunas com a tècnic del departament d'arquitectura. Va morir a l'edat de 91 anys, i va ser enterrat a cementiri Petrašiūnai, a Kaunas.

## Premis i reconeixements
- 1962 República Socialista Soviètica de Lituània - Premi al Treballador de l'Art Honrat
- 1972 República Socialista Soviètica de Lituània - Premi a l'Artista popular